# Динауд из Бангора
Динауд (Данод; англ. Dunawd; VI—VII века) — аббат из Бангора-на-Ди, католический святой (день памяти — 22 сентября).
Святой Динауд был настоятелем в монастыре Бангор (на северо-востоке Уэльса). Он упоминается Бедой Достопочтенным в «Церковной истории народа англов» как участник собора валлийских святых при Августине Кентерберийском «под августиновым дубом» около 603 года. У святого Динауда, как считают, учился святой Мирин из Бангора.